# Apogonia laeviscutata
Apogonia laeviscutata är en skalbaggsart som beskrevs av Moser 1914. Apogonia laeviscutata ingår i släktet Apogonia och familjen Melolonthidae. Inga underarter finns listade i Catalogue of Life.